# Oxira subcarnea
Oxira subcarnea là một loài bướm đêm trong họ Noctuidae.